# Otto Preißecker
Otto Preißecker  (3 août 1898 à Vienne - 30 mai 1963 à Innsbruck) est un patineur artistique autrichien.

## Biographie

### Carrière sportive
En individuel hommes, il est trois fois médaillé aux Championnats du monde (argent en 1926 et 1927, bronze en 1925), trois fois médaillé aux Championnats d'Europe (argent en 1926, bronze en 1925 et 1928) et trois fois champion d'Autriche (1926-1928). En couple avec Gisela Hochhaltinger, il est médaillé de bronze européen en 1930 et vice-champion d'Autriche à deux reprises.

## Palmarès

### Simple hommes
| International           | International | International | International | International | International | International |
| Compétition             | 1923          | 1924          | 1925          | 1926          | 1927          | 1928          |
| ----------------------- | ------------- | ------------- | ------------- | ------------- | ------------- | ------------- |
| Championnats du monde   |               | 6e            | 3e            | 2e            | 2e            |               |
| Championnats d'Europe   |               | 4e            | 3e            | 2e            |               | 3e            |
| National                |               |               |               |               |               |               |
| Championnats d'Autriche | 3e            |               | 3e            | 1er           | 1er           | 1er           |

### Couple avec Hochhaltinger
| International           | International | International |
| Compétition             | 1929          | 1930          |
| ----------------------- | ------------- | ------------- |
| Championnats du monde   | 4e            |               |
| Championnats d'Europe   |               | 3e            |
| National                |               |               |
| Championnats d'Autriche | 2e            | 2e            |